# Zlatice evropská

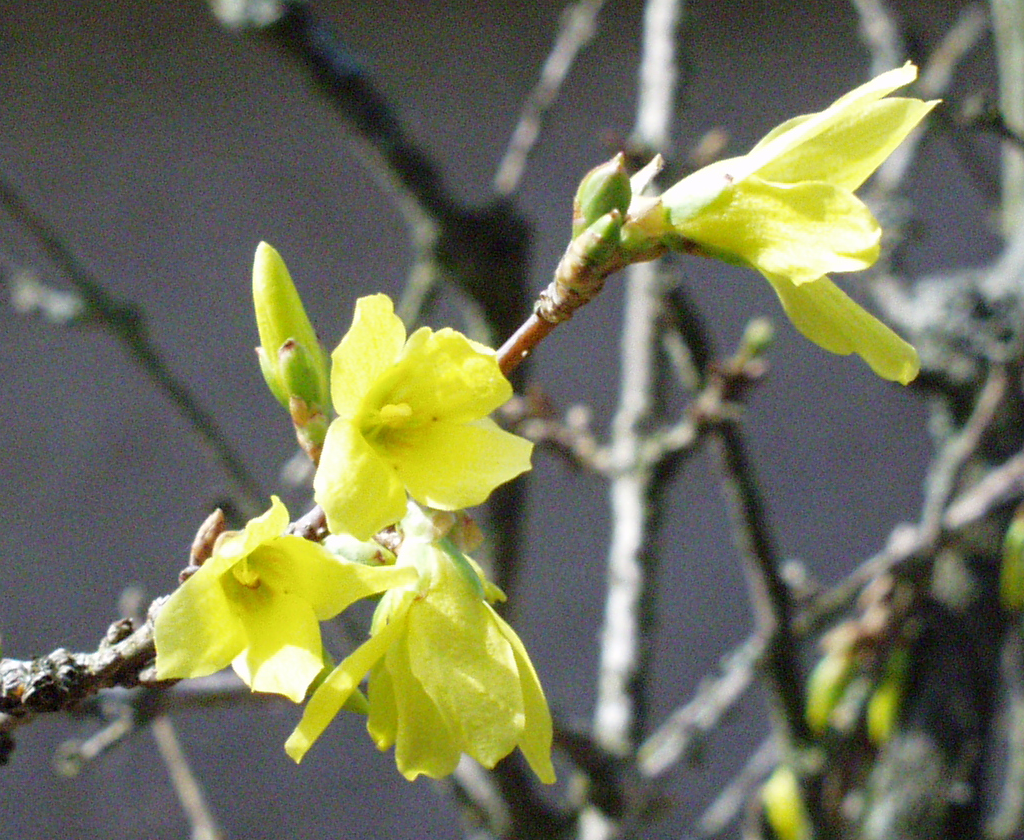
Květy zblízka

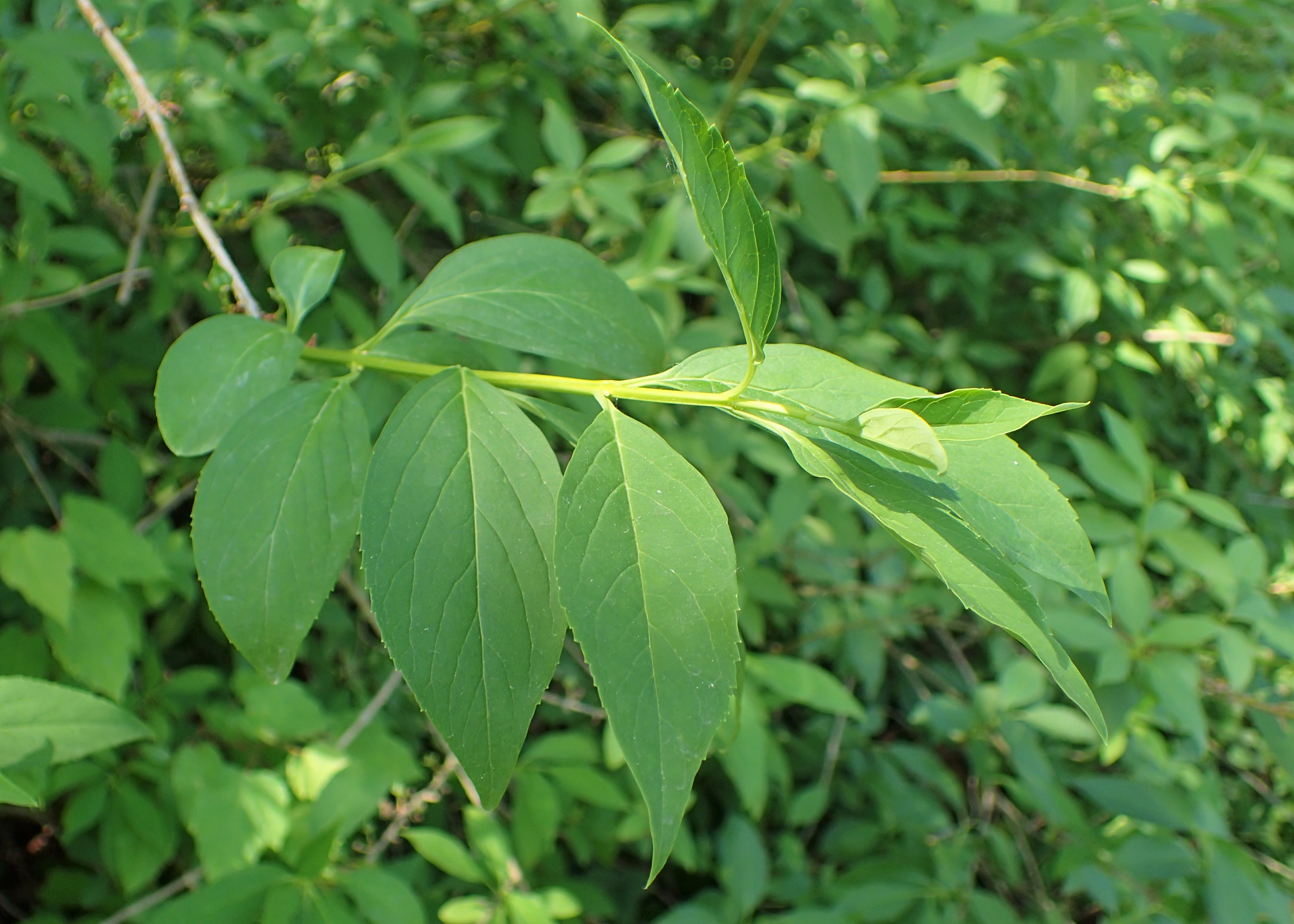
Vstřícné listy

Zlatice evropská (Forsythia europaea) je opadavý keř, se šikmo vzhůru směřujícími prutovitými větvemi, rozkvétající v březnu a dubnu četnými žlutými květy. Je to jediný druh rodu zlatice pocházející z Evropy, kde coby třetihorní relikt přežil dobu ledovou.

## Rozšíření
Dřevina má nevelký areál na severu Albánie, odkud přesahuje do několik lokalit na jihu Kosova. Její nalezení na tamních kamenitých svazích, v roce 1897 italským botanikem Antoniem Baldaccim, bylo velkým překvapením, neboť ostatních asi 12 druhů rodu zlatice jsou původní v mírné až subtropické východní Asii.

## Ekologie
Je to druh, který v balkánských pohořích úspěšně přežil glaciální změny klimatu způsobené postupem ledovců. Roste na západním Balkánu v keřovitých porostech a mezi roztroušenými borovicemi na kamenitých svazích, téměř výhradně na hadcovém podloží. Preferuje severní svahy a vlhčí polohy, převážně v nadmořské výšce 200 až 8000 m n. m., ojediněle až v 1500 m. Keře tam rostou na ploše o rozloze asi 188 km², celkový výskyt druhu je omezen na území o velikostí 8800 km² v Albánii a Kosovu. Zlatice evropská je IUCN považována za dostatečně rozšířenou a žádnou zkázou neohrožovanou rostlinu, která se běžně prodává v obchodech s okrasnými květinami, a je proto hodnocená jako málo dotčený taxon (LC).
Je pěstitelsky nenáročná dřevina, která upřednostňuje lehké, hlinité půdy s dostatkem vláhy, ale ne dlouhodobě podmáčené. Nejlépe se ji daří na slunném, případně pouze lehce zastíněném stanovišti, ve stínu vytváří jen málo květů. Zimní období jí nedělá žádný problém, dlouhodobě snáší teploty až -23 °C. V porovnání s ostatními druhy zlatice vykvétá poměrně pozdě, v závislosti na počasí až v březnu či dubnu, vždy však ještě před rozvitím listů. Nenápadné plody dozrávají v září a říjnu.

## Popis
Keř s přímými, prutovitými, téměř kolmo vzhůru rostoucími větvemi dlouhými 1,5 až 2,5 m. Letorosty jsou žlutavě šedé a slabě hranaté, kuželovité pupeny jsou hnědé. Vstřícně vyrůstající středně zelené, pevné, jednoduché listy s asi 0,5 cm řapíkem mají vejčitou čepel 3 až 6 cm dlouhou a od 2 do 3 cm širokou, na bázi zaokrouhlenou nebo klínovitou, na vrcholu zašpičatělou a po obvodě celokrajnou nebo drobně pilovitou.
Květy jsou žluté, zvonkovité, oboupohlavné a čtyřčetné, vyrůstají na krátkých stopkách jednotlivě či ve dvojicích z úžlabí listů na jednoletých výhonech. Kališní cípy jsou zelené, široce vejčité a bývají pouze okolo 3 mm dlouhé. Koruna je sytě žlutá, hluboce čtyřcípá, trubku mívá asi 4 mm velkou, cípy asi 1,2 cm dlouhé, úzké a na konci zašpičatělé. V květu jsou dále dvě tyčinky, svrchní semeník se dvěma vajíčky v každém pouzdře a krátká čnělka.
Plod je hladká, u báze zúžena, vejčitá, dvoupouzdrá tobolka 1  až 2 cm dlouhá. Má zobáček, je lokulicidní, puká horním švem a obsahuje hladká, křídlatá semena s endospermem.

## Rozmnožování
Zlatice evropská se nejčastěji rozmnožuje řízkováním. Zelené řízky z vrcholů letorostů se sázejí od druhé poloviny května do července a dřevnaté řízky z vyzrálých výhonů brzy na jaře. Získané řízky se prostě zapíchají do připraveného substrátu, který se udržuje vlhký, vhodný je stimulátor. Dřevinu lze množit i semeny, z kterých ale mnohdy vyrostou kříženci s nechtěnými vlastnostmi. Další možnosti je rozdělení keře nebo hřížení větví.

## Význam
Vysazuje se v parkových a sídlištních úpravách, solitérně či do menších samostatných nebo větších smíšených skupin, je vhodná i k použití na vyšší živé ploty. Řežou se do vázy na Velikonoce i na Vánoce, jako barborky vždy vykvetou.
Zlatice jsou pěstitelsky nenáročné, pouze staré větve je nutno občas vyřezat a rostlinu prosvětlit. Kvete na jednoletých výhonech, nejstarší větve se odstraňují nízko u země. Dá se také tvarovat, ale protože budoucí květy se zakládají již brzy na podzim, doporučuje se tyto práce provádět až po odkvětu, nikoliv brzy z jara. V době květu je včelařsky významná medonosná rostlina.